# Увеличение разрешения
Увеличение разрешения — это процесс увеличения частоты дискретизации или увеличение количества пикселей на единицу длины. Частота дискретизации измеряется в Гц, а разрешающая способность — в пикселах на сантиметр или точек на дюйм.
Изображения, такие как высококачественные фотографии, являются примером исходных данных с высоким разрешением, однако часто необходимо увидеть подробности небольшого фрагмента изображения. В этом случае могут применяться методы увеличения разрешения.
Если необходимо воспроизвести дискретизированный звук с замедленной скоростью или перезаписать звук с более высокой частотой дискретизации, тогда также требуется увеличение разрешения.
Коэффициент увеличения разрешения (обычно обозначается L) — это целое или рациональное число обычно большее 1. На этот коэффициент умножается частота дискретизации или, что эквивалентно, делится период дискретизации. Например, если для звука с аудио-компакт-диска увеличивают разрешение с коэффициентом 5/4, тогда итоговое разрешение изменяется с 44,100 Гц до 55,125 Гц.

## Выполнение условийТеоремы Котельникова
Сигнал с увеличенным разрешением удовлетворяет теореме Котельникова, если исходный сигнал удовлетворяет ей.
Действительно, при увеличении разрешении либо частота дискретизации увеличивается, либо граничная частота сигнала уменьшается. В любом из этих случаев соотношение 2Fmax < Fd сохраняется.
Для устранения эффекта наложения (алиасинга) при изменении разрешения требуется интерполяционный фильтр, как при увеличении, так и при уменьшении разрешения. Обычно это качественный низкочастотный фильтр.

## Процесс увеличения разрешения

Увеличение разрешения с коэффициентом L=3

В формулах ниже будем рассматривать круговую частоту дискретизации, измеряемую в радиан/секундах.
Пусть L — коэффициент увеличения разрешения.
1. Добавим L-1 нулей между каждой парой соседних отсчетов f(k) f(k+1), что формально можно записать как {\displaystyle g(k)=\left\{{\begin{matrix}f\left({\frac {k}{L}}\right)&{\mbox{if }}{\frac {k}{L}}{\mbox{ is an integer}}\\0&{\mbox{otherwise}}\end{matrix}}\right.}
2. Отфильтруем полученную последовательность с помощью хорошего низкочастотного фильтра. Фильтр теоретически должен быть sinc-фильтром (идеальный фильтр) с частотой подавления {\displaystyle {\frac {\pi }{L}}}.

На втором этапе предусматривается использование идеального низкочастотного фильтра, что является невыполнимым требованием. При выборе реализуемого низкочастотного фильтра будет возникать эффекты наложения (алиасинга). Эти эффекты могут быть уменьшены в значительной степени при правильном проектировании FIR фильтра. Наличие нулей в последовательности, проходящей через фильтр, может быть использовано для снижения сложности реализации фильтра. Исходный фильтр может быть разбит на L подфильтров, каждый из которых последовательно используется для получения отфильтрованной выходной последовательности.

### Увеличение разрешения с помощью рационального коэффициента
Пусть L/M — рациональный коэффициент увеличения разрешения. Алгоритм увеличения разрешения в этом случае следующий:
1. Увеличение разрешения с коэффициентом L.
2. Уменьшение разрешения с коэффициентом M.

Отметим, что увеличение разрешения требует применения интерполяционного фильтра после увеличения частоты дискретизации. А уменьшение разрешения требует применения фильтра перед прореживанием. Эти два фильтра могут быть объединены в один фильтр. Так как интерполяционный и сглаживающий фильтры, являются низкочастотными, фильтр с наименьшей полосой пропускания может быть использован в обоих фильтрах. Так как рациональный коэффициент L/M больше единицы, то, значит, M < L. Это необходимо учитывать при определении параметров низкочастотного фильтра.